# Nestor Outer
Pour les articles homonymes, voir Outer.

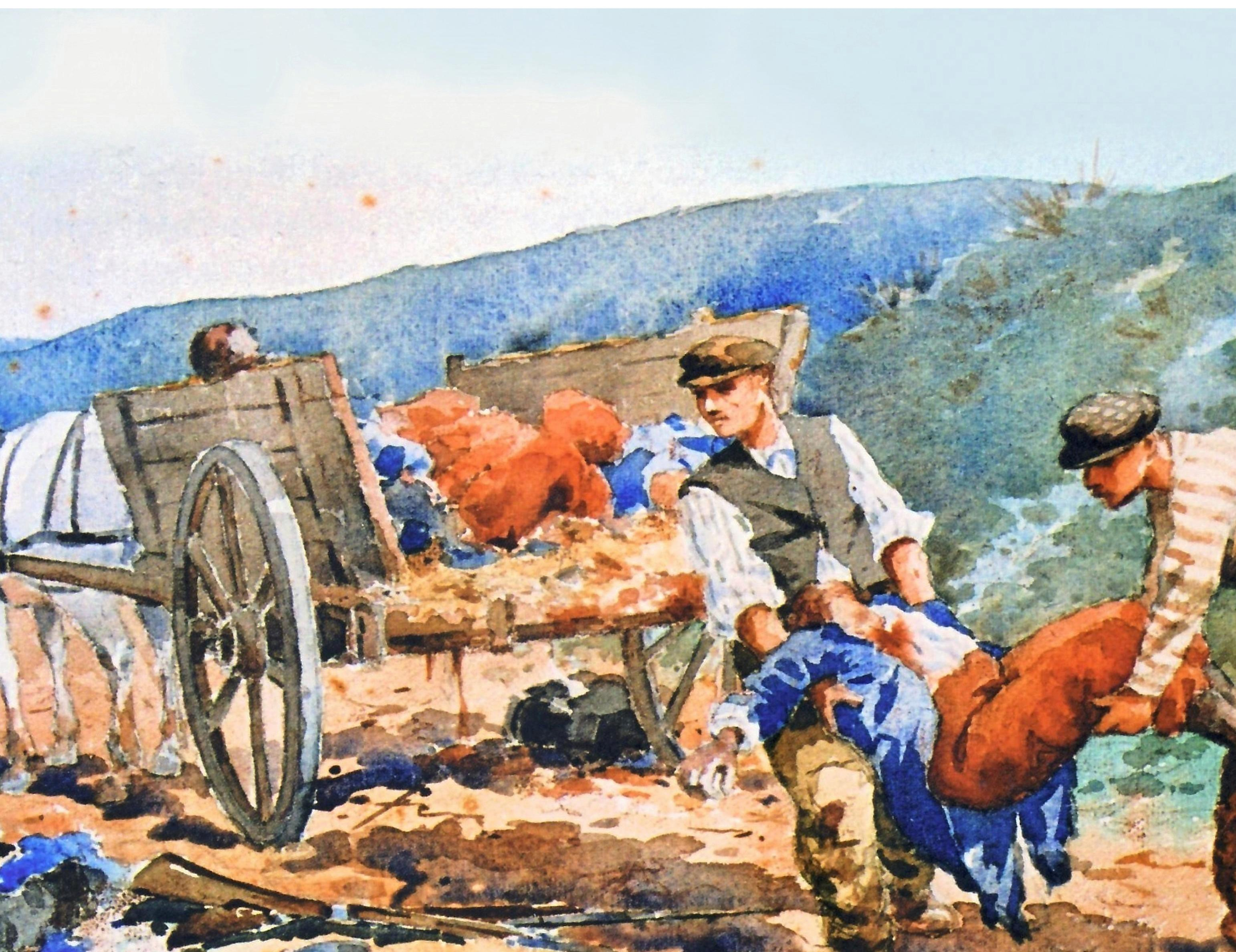
Après la bataille, Musée Gaumais de Virton

Charles Martel Nestor Outer, né à Virton le 2 avril 1865 et mort le 30 avril 1930 dans la même ville, est un écrivain, journaliste et peintre belge, spécialisé dans les peintures à l'aquarelle.
Il peint des paysages impressionnistes, se penchant parfois vers le pointillisme.

## Biographie
Nestor Outer est né dans la classe moyenne d'un père belge et d'une mère française. Entre 1884 et 1887, il fréquente l'Académie royale des beaux-arts de Bruxelles et prend des cours particuliers chez Jean-François Portaels. Après ses études, il se rend à Paris et en Algérie. En 1890, il commence sa carrière en tant que professeur de dessin à l'école municipale de Virton et pendant les vacances scolaires, il fait de longs voyages autour de la Méditerranée. Ses reportages de voyage ont été publiés et ses toiles ont été exposées à Liège, Arlon, Charleroi, Nancy, Longwy et au Grand-Duché de Luxembourg, en plus de sa ville natale de Virton.
Fervent défenseur de sa région natale, la Gaume, il écrit également des pièces en gaumais, la langue régionale. En 1903, il fonde le journal La Gaume. La violence des actes de guerre dans sa région durant la Première Guerre mondiale l'a profondément impressionné et a conduit à un journal de guerre et à une série de peintures illustrant les horreurs de celle-ci. À partir de 1920, sa santé se détériore fortement et il doit abandonner son poste de professeur. Il se lance alors dans la peinture à l'huile et produit de nouvelles pièces avec la technique basée sur des aquarelles antérieures.

## Héritage
Les œuvres de Nestor Outer sont conservées au Musée Gaumais à Virton et dans les collections des musées d'Arlon, Huy, Tournai et de la Print Room[Quoi ?] de Bruxelles.
Parmi ses élèves de l'école de Virton, il y avait René de Moureau de Gerbehaye, Paul Burtombois, Lucien Fuss et Camille Barthélemy.
À Virton, une place et un athénée royal portent son nom.